# Epitaph
Epitaph — концертний альбом британського гурту King Crimson, випущений 15 квітня 1997 року на лейблі Discipline Global Mobile.

## Композиції
1. 21st Century Schizoid Man — 7:06
2. The Court of the Crimson King — 6:27
3. Get Thy Bearings — 5:59
4. Epitaph — 7:08
5. A Man, a City — 11:41
6. Epitaph — 7:42
7. 21st Century Schizoid Man — 7:16
8. Mantra — 3:47
9. Travel Weary Capricorn — 3:15
10. Improv — Travel Bleary Capricorn — 2:23
11. Mars — 8:53
12. The Court of the Crimson King — 7:13
13. Drop In — 5:14
14. A Man, a City — 11:19
15. Epitaph — 7:31
16. 21st Century Schizoid Man — 7:37
17. Mars — 9:42
18. 21st Century Schizoid Man — 7:14
19. Get Thy Bearings — 10:32
20. The Court of the Crimson King — 6:43
21. Mantra — 8:46
22. Travel Weary Capricorn — 3:57
23. Improv — 8:54
24. Mars — 7:23
25. 21st Century Schizoid Man — 7:57
26. Drop In — 6:20
27. Epitaph — 7:22
28. Get Thy Bearings — 18:10
29. Mantra — 5:29
30. Travel Weary Capricorn — 4:54
31. Improv — 4:34
32. Mars — 5:37

## Учасники запису
- Роберт Фріпп — гітара, вокал
- Грег Лейк — вокал, бас
- Іен Макдональд[en] — клівішні
- Майкл Джайлз[en] — ударні